# 온두라스의 국기

공식 국기, 민간기, 정부기 비율 1:2

해군기 비율: 1:2

온두라스의 국기는 1866년에 채택되었으며 현재의 국기는 2022년에 공식적으로 제정되었다. 3개의 같은 가로 줄무늬로 구성되어 있는데 위쪽과 아래쪽에는 옥색 가로 줄무늬가 있고 가운데에 하얀색 가로 줄무늬가 있다. 하얀색 가로 줄무늬에는 5개의 옥색 별이 그려져 있다. 옥색과 하얀색의 삼분할은 중앙아메리카 연방 공화국의 국기에서 유래한다.
옥색은 태평양과 카리브해를, 하얀색은 평화와 국민의 번영을 의미한다. 중앙에 있는 5개의 옥색 별은 중앙아메리카 연방 공화국을 구성하고 있던 5개 나라(코스타리카, 온두라스, 엘살바도르, 과테말라, 니카라과)를 의미함과 동시에 5개 나라의 재결합에 대한 희망을 의미한다. 2022년 1월 27일에 시오마라 카스트로 대통령의 취임과 함께 온두라스의 국기에 관한 법률안이 바뀌면서 국기가 파란색에서 옥색으로 바뀌었다.

## ‎규격과 색상
온두라스의 국기 규격과 색상은 다음과 같다.

온두라스의 국기 규격

| 색상 | 옥색                | 하양                  |
| ---- | ------------------- | --------------------- |
| RGB  | 0–188–228 (#00BCE4) | 255–255–255 (#FFFFFF) |

## 이전의 국기

1839년 ~ 1866년
1866년 ~ 1898년
1898년 ~ 1949년
1949년 ~ 2022년

## 같이 보기
- 온두라스의 국장
- 온두라스의 국가
- 아르헨티나의 국기